# El tonel del tiempo
El tonel del tiempo es una historieta de Zipi y Zape creada por el historietista español José Escobar Saliente en 1971.

## Trayectoria editorial
Se publicó en forma seriada en 1971 en la revista Mortadelo números 15 a 25. Ese mismo año se recopiló como número 8 de la colección de álbumes Alegres Historietas. Puede encontrarse en el Clásicos del Humor: Zipi y Zape I (2009) de RBA.

## Argumento
Los gemelos Zipi y Zape crean una máquina del tiempo con un tonel y un reloj. Después de probarla con una lagartija (que sale transformada en cocodrilo) la usan para viajar a distintas épocas.
- Prehistoria: Tras descubrir que un dolmen es la parada del "megatiberius" de las 12:30, una versión prehistórica de su madre les lleva un gigantesco huevo pasado por agua. En su cueva de "Villa Altamira" se ofrecen voluntarios para pintar y dibujan unos bisontes, cosa que enfurece a Jaimita que hubiera preferido pintar la cueva de verde claro. Los niños huyen en dinosaurio del Pantuflo prehistórico y regresan a su época.
- Antiguo Egipto: Los gemelos tratan de ayudar a la versión egipcia de su padre a cazar gatos pero atrapan unos gatos sagrados, por lo que la faraona Cleopetra encierra a "Pantuflis". Los niños se dan cuenta de que la reina tiene una nariz horrible y conciben un plan: le fabrican una nariz postiza que hace que la reina se desmaye cuando se la pone. Zipi y Zape proponen remediar este inconveniente a cambio de liberar a su padre, cosa que logran simplemente creando los agujeros de la nariz. Además, Zipi y Zape cortan la nariz de la esfinge para evitar que sea totalmente derribada por la egocéntrica reina.
- Grecia clásica: Los niños cuelan accidentalmente una pelota tras las murallas de Troya. Intentan recuperarla por varios métodos, incluyendo esconderse en un caballo de madera, lo cual da una "idea gordota" a Agamenón quien los ve y usa el plan de Zipi y Zape aumentado para conquistar la ciudad pero no les recupera la pelota.
- Roma de los Césares: Se chocan con auriga que les persigue por Roma y les quema la ropa. Al correr, Zipi y Zape provocan un incencio que inspira poéticamente a Nerón.
- Edad Media: Tras un incidente con una bruja y un príncipe encantado, los hermanos deciden liberar al mago Carrasqueta a quien oyen gritando en una torre. El mago les da la piedra filosofal que ha descubierto y los gemelos empiezan a transformar en oro varios objetos de los campesinos, pero el señor feudal se da cuenta de que están devaluando este material y empieza a perseguirles, por lo que Zipi y Zape pierden la piedra.
- Renacimiento: Zipi y Zape aparecen mientras Leonardo da Vinci está haciendo un retrato de una chica llamada Mona a la que accidentalmente rompen los dientes, por lo que ha pintarla con la boca cerrada. Más tarde le ayudan a probar diversos artefactos voladores hasta que le queman accidentalmente las barbas al intentarlo con cohetes.
- Francia de Luis XIII: Zipi y Zape ayudan a los tres mosqueteros a deshacerse de los soldados del cardenal Richelieu.
- Siglo XVIII: Ayudan a los hermanos Montgolfier a inventar el globo aerostático.
- Tiempo actual. Zipi y Zape aparecen cuando eran recién nacidos siendo llevados por la cigüeña a casa de sus padres. Hambrientos, tratan de beber leche de una vaca que se cuela en casa armando un gran desastre, de ahí que decidan bautizarlos como Zipi y Zape.
- Futuro: En el siglo XXI la gente vive en ciudades subterráneas por la contaminación, Zipi y Zape van al colegio en cohete automático pero se detienen a mirar un partido de fútbol aéreo (los futbolistas llevan cinturón cohete) hasta que son perseguidos por el árbitro. Rompen accidentalmente el tonel del tiempo y mientras logran volver al presente los terrenos de la zona donde vivían los gemelos se revalorizan.